# Euripus gyrtone
Euripus gyrtone är en fjärilsart som beskrevs av Hans Fruhstorfer 1903. Euripus gyrtone ingår i släktet Euripus och familjen praktfjärilar. Inga underarter finns listade i Catalogue of Life.